# Ławica Środkowa
Ławica Środkowa to ławica znajdująca się na południowym Bałtyku, na południowy zachód od Ławicy Hoburskiej. Dzieli się na część północną i południową. Wraz z Ławicą Słupską oddzielają tzw. "basen południowy". Południowa Ławica Środkowa znajduje się 90 km od polskich brzegów. Północna część leży w strefie ekonomicznej szwedzkiej, zaś południowa w strefach ekonomicznych Polski i Szwecji. Ostatnio pojawiły się plany usypania sztucznej wyspy polsko – szwedzkiej, która mogłaby mieć znaczenie w kontekście gazociągu North Stream.